# Juan Antonio Gamazo
Juan Antonio Gamazo y Abarca (Madrid, 1883-Madrid, 10 de julio de 1968) fue un político y empresario español.

## Biografía
Nacido en Madrid en 1883, era hijo de Germán Gamazo. Contrajo matrimonio con Marta Arnús, hija de Manuel Arnús y sobrina nieta de Evaristo Arnús, una familia de banqueros de Barcelona. En 1909 sustituyó como diputado por el distrito orensano de Valdeorras a José Quiroga Velarde además de convertirse en el primer conde de Gamazo. Fue elegido diputado por el distrito electoral de Medina del Campo, feudo familiar que ya había ocupado su padre anteriormente, en las elecciones de 1910, 1914, 1916, 1918, 1919, 1920 y 1923.
Destacado hombre de negocios, ejerció de gobernador del Banco de España entre febrero y agosto de 1930. Monárquico alfonsino goicoecheísta de Renovación Española, sería detenido en mayo de 1931, junto a otros políticos del Círculo Monárquico de Madrid. 
Fue elegido diputado a Cortes en las elecciones generales de 1936. Fue miembro del Consejo Privado del Conde de Barcelona. Falleció el 10 de julio de 1968 en su ciudad natal.